# Compte courant
Pour le compte courant national, en sciences économiques, voir Balance courante.
Pour les articles homonymes, voir CAV.
Un compte courant (hérité de l'italien conto corrente), souvent aussi appelé par abus de langage compte à vue ou CAV, compte de dépôt ou compte chèque, est un type de compte en banque utilisé dans les relations commerciales et financières représentant les rapports existant entre deux personnes qui, effectuant l'une avec l'autre des opérations réciproques, conviennent de fusionner les créances et les dettes résultant de ces opérations en un solde au régime unitaire. Il est donc juridiquement différent du compte d'épargne.
En France, par décret de l’Article L 312-1 du code des consommateurs, en cas de refus d’ouverture de compte de dépôt, toute banque est dans l’obligation de fournir une attestation écrite de refus d’ouverture. Cette attestation est nécessaire pour démarrer une procédure de droit au compte qui permet à la Banque de France de forcer l’ouverture d’un compte de dépôt auprès d'une banque, ce compte devant être gratuit et offrir des services bancaires de base.
Le compte courant fait office de compte pivot des relations courantes entre la banque et son client (à l'exception, dans le cadre d'une entreprise, du compte courant d'associé). Il centralise :
- les versements et retraits en espèces ;
- les encaissements et paiements utilisant un autre moyen de paiement que les espèces (chèque, carte de paiement, virement, prélèvement, etc.) ;
- les mouvements de fonds avec les autres comptes et produits bancaires (compte d'épargne, plan d'épargne, compte de prêt, compte titres, etc.).

Le compte courant est le seul compte de dépôt pouvant être alternativement créditeur et débiteur (donc permettre un prêt de courte durée sur autorisation expresse de la banque, appelé ouverture de crédit, dans des limites bien définies).
Il est d'usage de distinguer :
- les comptes courants privés, à usage des particuliers ;
- les comptes courants professionnels, à usage des entreprises ou professionnels (entrepreneurs individuels, professions libérales, etc.).

Le compte courant est généralement associé à un relevé d'identité bancaire (RIB).

## Titulaire et mandataire
Le client détenteur du compte courant est appelé titulaire du compte. Si le compte courant est détenu par plusieurs personnes (compte joint entre époux, compte en indivision, etc.), on parle de co-titulaires.
Le titulaire peut également donner une procuration à des tiers qui sont alors mandataires sur le compte (ils sont autorisés à effectuer certaines opérations, éventuellement dans certaines limites).
Le client titulaire d'un compte est également désigné comme contrepartie (notamment dans le domaine de la gestion du risque de contrepartie).

## Compte simple ou collectif
On distingue également :
- le compte simple (un seul titulaire est le client bancaire) ;
- le compte collectif (plusieurs titulaires composent le client bancaire).

Parmi les comptes collectifs on trouve les comptes joints (compte joint entre époux ou compte joint entre plusieurs personnes) et les comptes en indivision :
- Compte joint : la signature de l'un des titulaires suffit pour le faire fonctionner (sauf certains actes comme l'ouverture d'un contrat d'abonnement internet qui requiert l'accord de tous les titulaires).
- Compte indivis ou compte en indivision (utilisé notamment pour gérer des successions) : la signature de tous les co-titulaires (indivisaires) est nécessaire pour faire fonctionner le compte (sauf dans certains cas, c'est le cas par exemple l'opposition au contrat d'abonnement internet qui peut être formulée par un seul indivisaire).

## Compte courant d'associé
Le compte courant d'associé est une facilité ouverte entre associés d'une entreprise et l'entreprise elle-même.
L'utilisation de ce compte est une exception au monopole bancaire en matière de comptes courants.
Le dépôt d'argent de la part des associés sur les comptes courants permettent un meilleur fonctionnement commercial de l'entreprise. Il ne revêt pas la forme d'un emprunt.
Le compte courant d'associé est inscrit à la classe 4551 du plan comptable français.

## Rémunération
Longtemps en France, la rémunération des comptes courants a été interdite. Cette interdiction a été levée en 2005,.
Cette rémunération peut se traduire, par exemple, sous forme du versement annuel d'une « prime de fidélité » de quelques euros.
Il est à noter que cette rémunération, effectuée par la banque, n'est absolument pas comparable en terme quantitatif à la rémunération dont peut jouir un compte épargne. En effet, un compte courant, s'il est rémunéré, ne le sera que de manière très limitée (la fonction rémunération n'étant pas la priorité d'un compte courant).
À titre d'exemple, un client de la Caisse d'épargne pourra « bénéficier » d'une rémunération calculée au taux de 0,05 %. Il s'agit d'un taux nominal brut annuel appliqué jusqu'à 2 500 euros de solde créditeur.
Ce qui peut se traduire par quelques centimes d'euros de rémunération annuelle (moins d'un euro) pour un compte courant au solde créditeur dépassant chaque mois pendant un an ce plafond.